# Парасинагога
Парасинагога, або самочинні збори (грец. παρασυναγωγή від πᾰρά — «поруч» і συνᾰγωγή — «збори», лат. falsa synagoga, illicitus conventus — паралельне церковне суспільство, що не робить хибних тверджень про віру, але відокремлене від законної церковної організації. Є поділом в церкві, коли який-небудь з непокірних єпископів або пресвітерів, разом з простим народом, збирають окремі від церкви молитовні зібрання, наприклад, коли духовна особа, заборонена в священнослужінні верховною духовною владою і не бажає підкорятися їй, збере навколо себе інших, відокремиться від кафоличної церкви і почне самочинно священнодіяти. Один з трьох видів поділу в церкві, поряд з єресю і розколом . Поняття введено святителем Василієм Великим в посланні до єпископа Амфілохія Іконійського, це послання потім було розділене на правила і увійшло до складу правил Православної Церкви. Вищеназване визначення парасинагоги Василія Великого говорить про тих духовних осіб, які обходять своїх законних єпископів і самочинно хочуть служити в церкві. Проти них було видано багато правил: це 31-ше правило святих апостолів; 18-те правило IV Вселенського собору; 31-ше правило VI Вселенського собору та інші.